# SIAI-Marchetti
SIAI-Marchetti, (conocida entre las décadas de 1920 y 1940 como Savoia-Marchetti) fue una de las principales compañías aeronáuticas italianas. A finales de los años sesenta pasó a manos de Agusta; en 1997 fue adquirida por Aermacchi, que luego se convirtió en Alenia Aermacchi, para más tarde fusionarse con Finmeccanica S.p.A., hoy Leonardo S.p.A..

## Historia

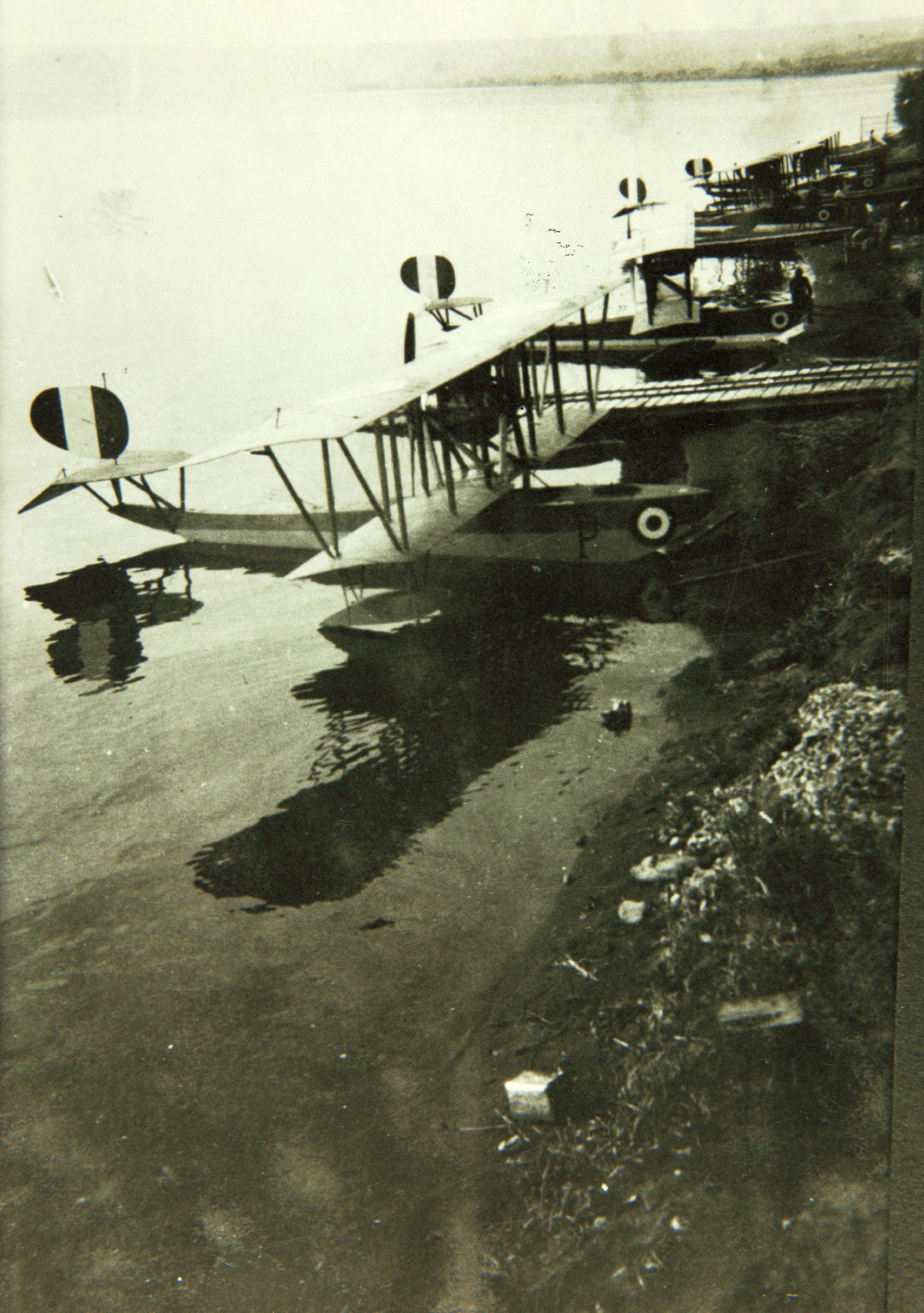
SIAI-FBA Tipo H

El 12 de agosto de 1915 fue fundada en Milán la Società Idrovolanti Alta Italia (SIAI) por los empresarios Laurent-Dominique Santoni, ya fundador en 1913 de la Società Anonima Costruzioni Aeronautiche Savoia, Bovisio Mombello y el industrial maderero Luigi Capè. La empresa radicada en la localidad de Sesto Calende inicialmente se especializó en la fabricación de hidrocanoas, la gran mayoría de los cuales estaban destinados a las fuerzas armadas italianas. En un principio, se dedicaba a la producción y comercialización bajo licencia de los hidrocanoas diseñados por Louis Schreck para la firma franco-británica FBA (Franco-British Aviation) de la que la firma Agenzia Generale Forniture Aeronautiche propiedad a su vez de Santoni era licenciataria de sus patentes.
La dirección técnica estuvo encomendada al ingeniero Raffaele Conflenti; fue él quien desarrolló durante la Primera Guerra Mundial los primeros diseños de hidroaviones para la compañía SIAI,(SIAI S.8 / S.9) basados en un principio en modelos franceses (FBA Type H). En esos años se contrató al piloto de pruebas y pionero de la aviación suiza Émile Taddéoli, quien participó en el desarrollo de los modelos.
En 1915 SIAI adquiere la firma con sede en Milán, Società Anonima Costruzioni Aeronautiche Savoia fundada por el empresario suizo de origen italiano Laurent-Dominique Santoni el 5 de mayo de 1913, propietaria para Italia de las patentes de la Société des avions Henri et Maurice Farman y adjunto a la construcción bajo licencia de los modelos de la marca francesa para utilizar el nombre dinástico como resultado de una patente real de la Casa de Saboya y que en los años inmediatamente posteriores, los aviones producidos fueron conocidos como SIAI, SIAI-Savoia o Savoia, y continuaron denominándose con la inicial S.

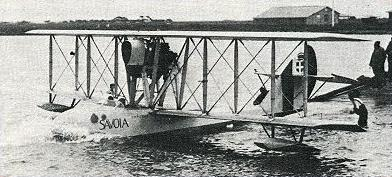
SIAI S.16

Santoni se retira de la firma SIAI en 1920 y constituye en noviembre de 1920 en Saint-Ouen (Sena-Saint Denis), Francia la firma Chantiers Aéro-Maritimes de la Seine - CAMS, llamando en 1921 al brillante ingeniero y diseñador Raffaele Conflenti, que aceptó la invitación para convertirse en director técnico y proyectista de la compañía que había iniciado su actividad con la producción bajo licencia de los hidrocanoas SIAI S.9 y S.13; sin embargo, es el éxito de ventas del SIAI S.16  a partir del impresionante raid Roma-Australia-Tokio y vuelta (56000 km) realizado por el aviador tte.coronel Francesco de Pinedo y su mecánico, Ernesto Campanelli, en el SIAI S.16ter Genariello el que consolidó el negocio de la empresa.
Fundamental para la empresa fue la llegada en 1922 del ingeniero proyectista y diseñador aeronautico Alessandro Marchetti; como jefe del departamento de diseño. Mientras trabajaba para la firma Vickers-Terni en La Spezia, Marchetti había desarrollado un prototipo de caza biplano denominado Marchetti MVT (Marchetti Vickers-Terni); el diseño de este biplano, con algunas modificaciones, siguió a su diseñador hasta SIAI, donde se volvió a proponer con la designación de SIAI S.50, convirtiéndose en el primer avión terrestre de la compañía.

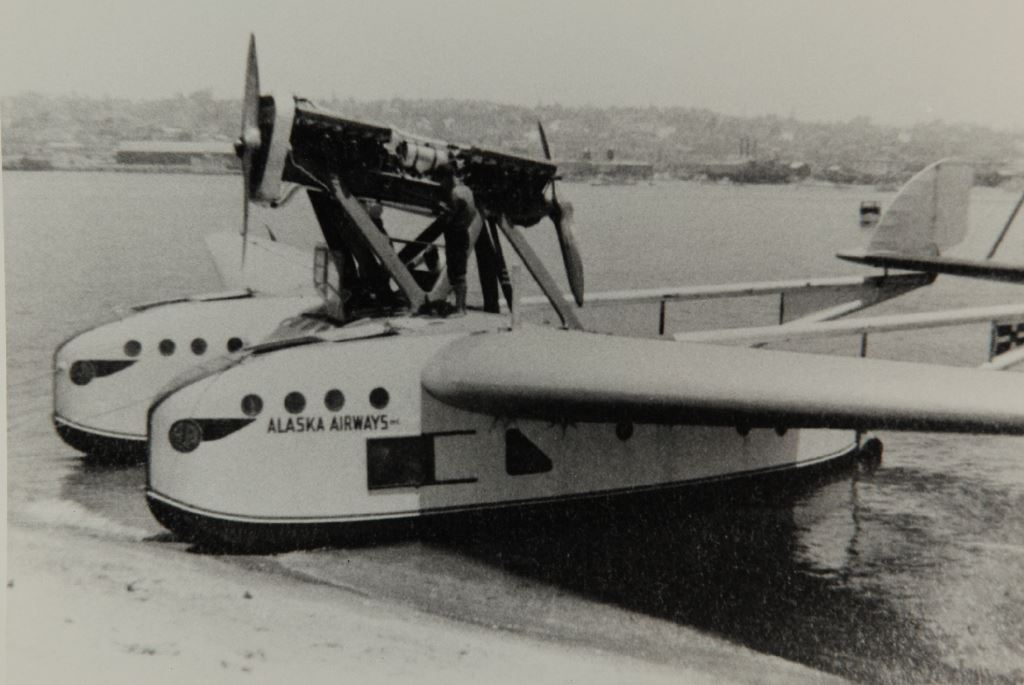
Savoia-Marchetti S.55 de Alaska Airways

La empresa construyó sus aviones más importantes de los años siguientes, incluidos el hidrocanoa catamarán Savoia-Marchetti S.55 famoso por sus épicas travesías del Atlántico y Mediterráneo en formación - véase Italo Balbo -, y el bombardero/torpedero trimotor SM.79 Sparviero, quizás, el avión italiano más publicitado de todos los usados por la Regia Aeronautica durante la Segunda Guerra Mundial.
En este período el nombre Savoia-Marchetti comenzó a extenderse por la empresa, mientras que las iniciales de las aeronaves continuaron siendo la S. El famoso binomio SM se introdujo más tarde, en 1937, tanto porque incluso en Italia ya se había establecido la costumbre, como en Alemania y otros países, de asociar el nombre del diseñador con el de la aeronave, y la propiedad del avión, como para indicar la participación de Marchetti en el negocio de la firma.
El período entre los años veinte y treinta representó probablemente el punto más alto de la empresa que vio a sus hidroaviones como protagonistas de diversas empresas aeronáuticas, y estableciendo comercializadoras de sus productos en todo el mundo: EE. UU., donde operaba su filial fundada en 1928, American Aeronautical Corporation (AAC), y en Brasil, Bélgica, España, Francia, Rumania, Suecia, Turquía y la URSS.
A mediados de los años treinta la empresa comenzó a consolidarse como fabricante de aviones terrestres, tras una producción inicial dedicada a los hidrocanoas. Al trimotor SM.79 Sparviero que voló por primera vez en 1934, originalmente concebido como un transporte rápido civil, y luego desarrollado como bombardero/bombardero torpedero, se debe sin duda parte importante de su fama. En ese momento el número de pedidos para el SM.79 y los otros trimotores de la empresa como los y Savoia-Marchetti SM.81 y Savoia-Marchetti SM.75 primer trimotor comercial-militar con tren de aterrizaje retráctil de la compañía, era tal, que estos aviones también eran construidos por otras empresas, en particular Officine Meccaniche Reggiane, (Gruppo Caproni) y Aeronautica Umbra SA, (Grupo Macchi).
A medida que el conflicto se volvió a favor de los Aliados, las instalaciones de fabricación de la compañía fueron considerados objetivos de alta prioridad para los bombarderos enemigos, lo que llevó a su virtual destrucción en los últimos meses de la Segunda Guerra Mundial. La empresa continuó esforzándose por diseñar y producir nuevos aviones, como el bombardero en picado SM.93 durante 1943, pero las consecuencias económicas de la costosa guerra hicieron que tales ambiciones fueran, en el mejor de los casos, poco realistas.
Antes del final de la Segunda Guerra Mundial, en 1944, la empresa abandonó el monárquico nombre "Savoia" en la marca, volviendo al antiguo nombre de SIAI, pero, esta vez con el nuevo significado de Società Italiana Aeroplani Idrovolanti (en lugar de Società Idrovolanti Alta Italia). Esta designación se mantuvo hasta la década de 1980.
Los años de la posguerra no fueron fáciles para SIAI-Marchetti, así como para muchas otras empresas aeronáuticas italianas. En 1946, al igual que Caproni, Marchetti también intentó incursionar en el sector del transporte terrestre, diseñando y construyendo algunos prototipos de motocicletas ligeras que utilizaban el motor de dos tiempos con distribución de discos giratorios Garelli Aviocompressore SS, modificado para este fin. Sin embargo, la solicitud de suministro de los motores no fue aceptada por Garelli, totalmente dedicada a la producción del micro-motor de dos tiempos Garelli Mosquito. Estos prototipos de motos livianas -que no llegaron a la fase de producción y luego se utilizaron para la locomoción dentro de la empresa- tienen una importancia particular en la historia del motor, siendo las primeras motocicletas equipadas con un motor de disco giratorio. 

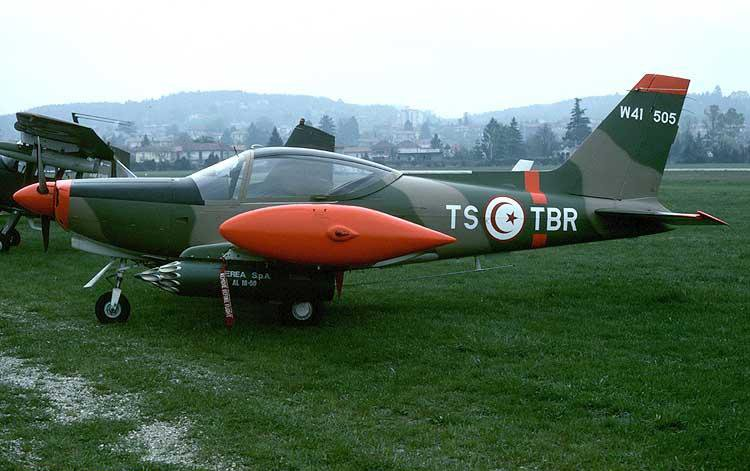
Aermacchi SF-260

En 1951 la empresa se encontró al borde de la quiebra y solo en 1953 pudo retirarse del procedimiento de liquidación reanudando su actividad rápidamente comenzó a centrar sus esfuerzos de desarrollo en el mercado emergente de helicópteros.
El punto de inflexión llegó a mediados de los sesenta con el Aermacchi SF-260, un entrenador monomotor ligero, del que sus versiones militares son y fueron muy populares entre los países que solo pueden contar con pequeñas fuerzas aéreas, ya que también puede ser armado para su uso en el papel de apoyo cercano y ataque a tierra. 
De hecho, la actividad de la compañía ya se había concentrado en los aviones ligeros, tras el fracaso del bimotor SM.102. Este pequeño avión construido por SIAI en más de ochocientas sesenta unidades, ha sido comercializado en 39 países. 
En 1968 el 30% del SIAI fue adquirido por Agusta que pasó al 60% en 1973. En la planta de SIAI-Marchetti en Vergiate, por tanto, se construyeron gran parte de los helicópteros Agusta A109 por cuenta de este último, además de los Bell 47 y HH-3F de los que Agusta era titular de la licencia.
Unos años más tarde, en 1981, el SIAI Marchetti S.211, un entrenador básico con motor turbofan, realizó su primer vuelo; este, se convertirá en el último proyecto de la compañía. A pesar de las características, que en el futuro se revelaron adelantadas a su tiempo, y de las buenas perspectivas iniciales, con un lote de aviones adquirido por las fuerzas aéreas de Singapur y Haití, el avión no logró consolidarse en el mercado.
En 1983 Agusta adquirió el 100 % de SIAI-Marchetti, convirtiéndola en la empresa líder en el sector aeronáutico dentro del grupo y en 1997, siguiendo los programas gubernamentales para unificar las empresas aeronáuticas, cerró sus puertas. Las fábricas permanecieron gestionadas por Agusta, mientras que las actividades y proyectos fueron asumidos por Aermacchi, que todavía produce el SF-260 y continúa el desarrollo del S.211, con la nueva designación Alenia Aermacchi M-345.
En el 2006, la histórica planta de Sesto Calende fue de nuevo inaugurada por AgustaWestland como sede de la Academia de Formación Tecnológica, donde se realizan actividades de escuela de vuelo con simuladores de última generación.
El 23 de diciembre de 2020 Leonardo S.p.A. entregó los dos primeros aviones de entrenamiento Alenia Aermacchi M-345, cuya identificación en la Aeronautica Militare es T-345A. La Fuerza Aérea Italiana ha pedido hasta la fecha dieciocho M-345 como parte de un requerimiento general de 45 aviones que deberán reemplazar progresivamente a los  últimos 62 de los 137 Aermacchi MB-339 que entraron en servicio a partir de 1982. El nuevo M-345 fue diseñado para cumplir con los requisitos de formación básica y básica-avanzada, complementará a los Alenia Aermacchi M-346 Master utilizados en la fase avanzada de formación de pilotos, apoyando la consolidación del proceso de crecimiento de la capacidad de formación del Ejército del Aire italiano.

## Aviones
- SIAI S.8 - Hidrocanoa biplano de reconocimiento biplaza (1917)
- SIAI S.9 -  Hidrocanoa de reconocimiento biplaza (1918)
- SIAI S.12 - Hidrocanoa de reconocimiento biplaza (1918) y de competición para el Trofeo Schneider de 1920 (designación Savoia S.12)
- SIAI S.13 - Hidrocanoa de reconocimiento biplaza (hacia 1919)
- SIAI S.16 - Hidrocanoa biplano comercial y militar (1919)
- SIAI S.17 - Hidrocanoa de competición para el Trofeo Schneider de 1920 (1920)
- SIAI S.19 - Hidrocanoa de competición para el Trofeo Schneider de 1920
- SIAI S.21 - Hidrocanoa de competición para el Trofeo Schneider de 1921 (1921)
- SIAI S.22 - Hidrocanoa de competición para el Trofeo Schneider de 1921
- SIAI S.50 - Prototipo caza biplano monomotor - redesignación del Marchetti MVT - (1922)
- SIAI S.51 - Hidrocanoa de competición para el Trofeo Schneider de 1922 (1922)
- SIAI S.52 - Prototipo biplano de caza (1924)
- Savoia-Marchetti S.55 - Hidrocanoa catamarán bimotor de 20 plazas.  (1924)
- Savoia-Marchetti S.56 - Hidrocanoa entrenador/turismo triplaza (1924)
- Savoia-Marchetti S.57 - Hidrocanoa biplano monomotor de reconocimiento (1923)
- SIAI S.58 - Prototipo hidrocanoa monoplaza de caza (1924)
- Savoia-Marchetti S.59 - Hidrocanoa de reconocimiento/bombardero (1925)
- Savoia-Marchetti S.62 - Hidrocanoa de reconocimiento y bombardeo (1926)
- Savoia-Marchetti S.65 - Hidroavión de competición bimotor, con hélices tractora e impulsora (1929)
- Savoia-Marchetti S.66 - Hidrocanoa catamarán trimotor de 22 plazas (1931)
- SIAI S.67 -  Hidrocanoa monoplaza de caza (1930)
- Savoia-Marchetti S.71 - Monoplano de transporte ligero de 8 pasajeros (1930)
- Savoia-Marchetti S.72 - Monoplano de transporte/bombardero trimotor (1934)
- Savoia-Marchetti S.M.73 - Transporte comercial 18 plazas (1934)
- Savoia-Marchetti SM.74 - Monoplano trimotor de transporte comercial (1935)
- Savoia-Marchetti SM.75 - Monoplano trimotor de transporte comercial y militar 24 plazas (1937)
- Savoia-Marchetti SM.76 -  Monoplano trimotor de transporte comercial y militar (1939)
- Savoia-Marchetti S.78 - Hidrocanoa biplano de reconocimiento/bombardero (1932)
- Savoia-Marchetti SM.79 Sparviero - Monoplano Bombardero/torpedero trimotor (1934)
- Savoia-Marchetti SM.81 Pipistrello - Bombardero/transporte trimotor (1935)
- Savoia-Marchetti SM.82 Canguro - Trimotor de transporte pesado y bombardero y (1939)
- Savoia-Marchetti SM.83 - Transporte trimotor comercial de 10 plazas (1937)
- Savoia-Marchetti SM.84 - Bombardero medio/torpedero trimotor (1940)
- Savoia-Marchetti SM.85 - Monoplano bimotor de bombardero en picado y ataque a tierra (1936)
- Savoia-Marchetti SM.86 - Prototipo de bombardero en picado (1940)
- Savoia-Marchetti SM.87 - Versión hidroavión del SM.75 (1940)
- Savoia-Marchetti SM.88 - Prototipo de caza pesado bimotor (1939)
- Savoia-Marchetti SM.89 - Prototipo avión de ataque (1941)
- Savoia-Marchetti SM.90 - Prototipo de transporte (rediseño del SM.75)
- Savoia-Marchetti SM.91 - Prototipo de caza pesado bimotor (1943)
- Savoia-Marchetti SM.92 - Prototipo de caza-bombardero pesado bimotor (1943)
- Savoia-Marchetti SM.93 - Prototipo de bombardero en picado (1943)
- Savoia-Marchetti SM.95 - Cuatrimotor de transporte comercial y militar de rango medio (1943)
- SIAI-Marchetti SM.102 - Monoplano bimotor de transporte ligero (1949)
- SIAI-Marchetti FN.333 Riviera - Anfibio turístico de lujo (1952)
- SIAI-Marchetti F.250 - Monoplano de entrenamiento y ataque ligero (1964)